# آریا (مانگا)
آریا یک مجموعه مانگای ژاپنی است که توسط کوزو آمانو نوشته و تصویر شده است. ابتدا این مجموعه در سال ۲۰۰۱ با عنوان آکوآ در ماهنامه استنسیل انیکس منتشر شد. آکوا در دو جلد تانکوبون و آریا در دوازده جلد جمع‌آوری شد.

## داستان
داستان آکوا یا آریا در اوایل قرن بیست و چهارم، از سال ۲۳۰۱ بعد از میلاد، در شهر ونیز نو و در سیاره آکوآ اتفاق می‌افتد. آکوآ در حقیقت همان مریخ است که پس از تبدیل شدن به یک سیاره قابل سکونت حدود ۱۵۰ سال قبل تغییر نام داد. ونیز نو که هم از نظر معماری و هم از نظر اتمسفر مبتنی بر ونیز است، یک شهر بندری از کانال‌های باریک به جای خیابان‌ها است که توسط گوندولاهای بدون موتور در آن جابجا می‌شوند.
ماجرا از زن جوانی به نام آکاری از اهالی زمین آغاز می‌شود؛ او آمده تا به یک کارآموز گوندولا در شرکت آریا، یکی از سه شرکت معتبر راهنمای آب در شهر تبدیل شود. رؤیای او این است که یک راهنمای تور شود. در حین آموزش، آکاری با مربی خود آلیشیا، کارآموزان و افراد ارشد شرکت‌های رقیب - آیکا، آلیس، آکیرا و آتنا - و دیگران در ونیز نو دوست می‌شود. آریا به آموزش خود به عنوان یک کارآموز ادامه می‌دهد و با فارغ‌التحصیلی آکاری، آیکا و آلیس به اوج خود می‌رسد.